# Väljamõisa
Väljamõisa is een plaats in de Estlandse gemeente Saaremaa, provincie Saaremaa. De plaats heeft de status van dorp (Estisch: küla) en telt 11 inwoners (2021).
Tot in oktober 2017 behoorde Väljamõisa tot de gemeente Pihtla en heette het Väljaküla. In die maand werd Pihtla bij de fusiegemeente Saaremaa gevoegd. Omdat in de nieuwe gemeente nog een dorp Väljaküla ligt, kreeg dit dorp een nieuwe naam.
De plaats ligt aan de zuidkust van het eiland Saaremaa.

## Geschiedenis
Väljaküla (Väljamõisa) werd voor het eerst genoemd in 1790 onder de naam Weliakülla, een nederzetting op het landgoed van Sandla. In 1938 kreeg het dorp de naam Välja.
In 1977 werd Välja bij het buurdorp Sandla gevoegd. In 1997 werd het onder de naam Väljaküla weer een zelfstandig dorp.